# Mycedium spina
Espèce
Statut de conservation UICN

 DD  : Données insuffisantes
Statut CITES
Mycedium spina est une espèce de coraux appartenant à la famille des Merulinidae.

## Répartition
L'holotype de Mycedium spina a été découvert dans la baie de Darvel (État de Sabah - Malaisie) à 6 m de profondeur.

## Étymologie
Son nom spécifique, du latin spina, « épine », lui a été donné en référence à ses excroissances pointues.

## Publication originale
- Ditlev, 2003 : New Scleractinian corals (Cnidaria: Anthozoa) from Sabah, North Borneo. Description of one new genus and eight new species, with notes on their taxonomy and ecology. Zoologische Mededelingen Leiden, vol. 77, pp. 193-219 (texte intégral) (en).